# Marie Pošarová
Marie Pošarová (* 5. ledna 1980 Domažlice) je česká politička a ekonomka, od října 2021 poslankyně Poslanecké sněmovny PČR, od roku 2020 zastupitelka Plzeňského kraje, od roku 2022 zastupitelka města Klatovy, členka hnutí SPD.

## Život
Po střední strojírenské škole se zaměřením na management v průmyslu vystudovala pedagogiku dospělých na Univerzitě Jan Amose Komenského Praha a Provozně ekonomickou fakultu na České zemědělské univerzitě v Praze (získala titul Ing.). Po studiích začala pracovat jako finanční analytička v jedné menší české firmě.
Marie Pošarová žije ve městě Klatovy. Je vdaná, má dva syny. Mezi její zájmy patří kromě houbaření a zahrádka.

## Politické působení
Politickou kariéru začínala v roce 2013, kdy se stala příznivkyní hnutí Úsvit přímé demokracie, do něhož si podala i přihlášku (členkou se však nestala). V komunálních volbách v roce 2014 kandidovala jako nestranička za hnutí STAN do Zastupitelstva města Měčín v okrese Klatovy, ale neuspěla. Následně se přestěhovala do města Klatovy a v roce 2016 se stala členkou hnutí SPD. Ve volbách v roce 2018 pak vedla kandidátku hnutí do Zastupitelstva města Klatovy, ale rovněž neuspěla. V komunálních volbách v roce 2022 kandidovala do zastupitelstva Klatov jako lídryně kandidátky hnutí SPD. Mandát zastupitelky města se jí podařilo získat.
V krajských volbách v roce 2016 kandidovala jako členka hnutí SPD do Zastupitelstva Plzeňského kraje, a to na kandidátce subjektu „Koalice SPD a SPO“, ale neuspěla. Zvolena byla až ve volbách v roce 2020 jako lídryně samostatné kandidátky hnutí SPD. V krajských volbách v roce 2024 mandát krajské zastupitelky obhájila.
Ve volbách do Evropského parlamentu v roce 2019 kandidovala jako členka hnutí SPD na 16. místě kandidátky, ale neuspěla.
Ve volbách do Poslanecké sněmovny PČR v roce 2017 kandidovala jako členka hnutí SPD v Plzeňském kraji, ale neuspěla. Ve volbách do Poslanecké sněmovny PČR v roce 2021 kandidovala jako členka hnutí SPD a lídryně kandidátky v Plzeňském kraji. Získala 1 657 preferenčních hlasů, a stala se tak poslankyní.
Ve volbách do Poslanecké sněmovny Parlamentu ČR v roce 2025 je z pozice členky hnutí SPD lídryní společné kandidátky SPD, Trikolory, Svobodných a PRO v Plzeňském kraji.

## Názory
Je kritičkou členství České republiky v Evropské unii a podpořila by případné konání referenda o vystoupení České republiky z ní. Českou republiku označila ve strukturách Evropské unie jako „kolonii Západu“.